# 2018年アジア競技大会
2018年アジア競技大会（2018ねんアジアきょうぎたいかい、The 18th Asian Games XVIII Asiad）は、2018年に開催された第18回アジア競技大会。
当初はベトナムのハノイで開催される予定であったが、ベトナム政府が財政難を理由として2014年4月に開催の返上（辞退）を決定した。2014年9月、代替開催地としてインドネシアのジャカルタとパレンバンが決定した。2都市での共同開催はアジア競技大会としては初めてである。
大会MVPには競泳で6冠を達成した池江璃花子が選出された。

## 大会招致まで

### 2012年における開催都市決定
従来通りの間隔であれば2018年に開催される予定であるが、2009年7月29日のOCA総会において1年遅らせて2019年に開催することが決定した。2010年6月30日までに立候補を受け付け、2012年11月8日にマカオで行われたOCA総会にて開催地がハノイに決まった。この時点ではベトナムでは初の開催となるはずであった。

#### 立候補都市
- ハノイ - 2019年大会開催地に決定したが、開催を辞退[2]（経緯は後述する）。
- ドバイ - 直前に立候補を取りやめ[6]。
- スラバヤ[7][8]
- マニラ
- シンガポール
- 台北市
- コロンボ

### 開催権返上
2014年3月にベトナムでは国会にて、アジア大会の開催予算が当初計上した1.5億USドルでは現実的では無いとの懸念を提起し、過去の大会での経費を引用し3.0億USドル以上必要との試算を示した。加えて2003年の東南アジア競技大会ベトナム大会のために建設された施設のうち、ホーチミン市の多くの施設は使用出来ない状況にあることを訴えた。その結果、2014年4月17日にグエン・タン・ズン首相が、財政難により大会運営費を調達できないとして大会開催を返上することを発表。OCAは開催返上に当たり、違約金を課さないことを発表した。

### 代替開催地選考
これを受けて、OCAは代替開催地の選考を含めて新たな対応に乗り出す姿勢を示した。代替開催地としてはインドネシア、中国、アラブ首長国が候補とされていた。インドネシアは2012年に落選したスラバヤも興味を示し、フィリピンも南京ユースオリンピック後に立候補を発表。インドはニューデリーが興味を示すもナレンドラ・モディ首相など政府の承認が下りず立候補を辞退した。台湾では高雄市が興味を示すも新北市も2022年大会に立候補を決めている。
OCAは2014年9月20日仁川で行われるOCA総会で開催地を決める予定となっていた。

### 代替開催地発表
OCAは2014年7月25日にクウェートで開催されたOCA総会にて、インドネシアのジャカルタがアジア競技大会の開催地に決定したと発表した。その際、2019年開催となっていたものを2018年に前倒しすることとし、パレンバンと共に2都市での開催に決定した。これは公式的には2019年に大統領選挙があるため、1年前倒しで2018年の開催を希望したところ受け入れられた。1962年の第4回大会以来2度目の開催となる。正式には韓国・仁川で開催された2014年大会閉会式にて次回開催地の発表を行なった。

## 参加国・地域
今大会では南北朝鮮合同チーム(3競技)が2018年平昌五輪に続いて結成される。
- アフガニスタン (AFG)
- バーレーン (BRN)
- バングラデシュ (BAN)
- ブータン (BHU)
- ブルネイ (BRU)
- カンボジア (CAM)
- 中国 (CHN)
- 香港 (HKG)
- インド (IND)[17]
- インドネシア (INA) (開催国)
- イラン (IRI)
- イラク (IRQ)
- 日本 (JPN)
- ヨルダン (JOR)
- カザフスタン (KAZ)
- 南北合同チーム (COR)[15]
- クウェート (KUW)
- キルギス (KGZ)
- ラオス (LAO)
- レバノン (LBN)
- マカオ (MAC)
- マレーシア (MAS)
- モルディブ (MDV)
- モンゴル (MGL)
- ミャンマー (MYA)
- ネパール (NEP)
- 北朝鮮 (PRK)
- オマーン (OMA)
- パキスタン (PAK)
- パレスチナ (PLE)
- フィリピン (PHI)
- カタール (QAT)
- サウジアラビア (KSA)
- シンガポール (SGP)
- 韓国 (KOR)
- スリランカ (SRI)[18]
- シリア (SYR)
- チャイニーズタイペイ (TPE)
- タジキスタン (TJK)
- タイ (THA)
- 東ティモール (TLS)
- トルクメニスタン (TKM)
- アラブ首長国連邦 (UAE)
- ウズベキスタン (UZB)
- ベトナム (VIE)
- イエメン (YEM)

### 参加国・地域人数
| IOCコード | 参加国・地域               | 人数 |
| --------- | -------------------------- | ---- |
| AFG       | アフガニスタン (AFG)       | 65   |
| BAN       | バングラデシュ (BAN)       | 117  |
| BHU       | ブータン (BHU)             | 24   |
| BRN       | バーレーン (BRN)           | 109  |
| BRU       | ブルネイ (BRU)             | 15   |
| CAM       | カンボジア (CAM)           | 45   |
| CHN       | 中国 (CHN)                 | 845  |
| COR       | 南北合同チーム (COR)       | 60   |
| HKG       | 香港 (HKG)                 | 580  |
| INA       | インドネシア (INA)         | 941  |
| IND       | インド (IND)               | 572  |
| IRI       | イラン (IRI)               | 378  |
| IRQ       | イラク (IRQ)               | 56   |
| JOR       | ヨルダン (JOR)             | 35   |
| JPN       | 日本 (JPN)                 | 762  |
| KAZ       | カザフスタン (KAZ)         | 440  |
| KGZ       | キルギス (KGZ)             | 211  |
| KOR       | 韓国 (KOR)                 | 807  |
| KSA       | サウジアラビア (KSA)       | 169  |
| KUW       | クウェート (KUW)           | 24   |
| LAO       | ラオス (LAO)               | 142  |
| LBN       | レバノン (LBN)             | 28   |
| MAC       | マカオ (MAC)               | 109  |
| MAS       | マレーシア (MAS)           | 426  |
| MDV       | モルディブ (MDV)           | 146  |
| MGL       | モンゴル (MGL)             | 269  |
| MYA       | ミャンマー (MYA)           | 112  |
| NEP       | ネパール (NEP)             | 185  |
| OMA       | オマーン (OMA)             | 47   |
| PAK       | パキスタン (PAK)           | 245  |
| PHI       | フィリピン (PHI)           | 272  |
| PLE       | パレスチナ (PLE)           | 88   |
| PRK       | 北朝鮮 (PRK)               | 168  |
| QAT       | カタール (QAT)             | 222  |
| SGP       | シンガポール (SGP)         | 265  |
| SRI       | スリランカ (SRI)           | 173  |
| SYR       | シリア (SYR)               | 73   |
| THA       | タイ (THA)                 | 829  |
| TJK       | タジキスタン (TJK)         | 112  |
| TKM       | トルクメニスタン (TKM)     | 72   |
| TLS       | 東ティモール (TLS)         | 69   |
| TPE       | チャイニーズタイペイ (TPE) | 588  |
| UAE       | アラブ首長国連邦 (UAE)     | 138  |
| UZB       | ウズベキスタン (UZB)       | 232  |
| VIE       | ベトナム (VIE)             | 352  |
| YEM       | イエメン (YEM)             | 32   |

## 実施競技
2018年アジア競技大会では、以下の競技から465種目を実施。
- 陸上競技（詳細）
- 水泳
  - 競泳（詳細）
  - 飛込
  - 水球
  - アーティスティックスイミング
- サッカー（詳細）
- テニス
  - テニス
  - ソフトテニス
- ボート競技
- セーリング
- ハンドボール（詳細）
- バレーボール（詳細）
  - バレーボール
  - ビーチバレーボール
- 空手

- ボクシング
- 体操（詳細）
  - 体操競技
  - 新体操
  - トランポリン
- バスケットボール（詳細）
  - バスケットボール
  - 3x3バスケットボール
- レスリング（詳細）
- プンチャック・シラット
- 自転車競技（詳細）
  - トラックレース
  - ロードレース
  - マウンテンバイク
  - BMX
- 柔術
- サンボ

- 卓球（詳細）
- 馬術
- ウェイトリフティング
- フェンシング
- 柔道（詳細）
- 近代五種
- バドミントン（詳細）
- クラッシュ
- 射撃
  - ライフル射撃
  - クレー射撃
- ラグビー
  - 7人制ラグビー
- スポーツクライミング
- カヌー／カヤック
- アーチェリー

- ボウリング
- 野球ソフトボール
  - 野球（詳細）
  - ソフトボール（詳細）
- 武術太極拳
- トライアスロン
- ゴルフ
- スカッシュ
- テコンドー
- ローラースポーツ
  - ローラースケート
  - スケートボード
- カバディ
- セパタクロー
- ブリッジ
- パラグライディング
- ジェットスキー
- フィールドホッケー

この他、公開競技としてeスポーツ、及びカヌーポロが初めて行われる。

## 国・地域別メダル獲得数
*   開催国（インドネシア）
| 順             | 国・地域                   | 金  | 銀  | 銅  | 計    |
| -------------- | -------------------------- | --- | --- | --- | ----- |
| 1              | 中国 (CHN)                 | 132 | 92  | 65  | 282   |
| 2              | 日本 (JPN)                 | 75  | 56  | 74  | 205   |
| 3              | 韓国 (KOR)                 | 56  | 58  | 70  | 177   |
| 4              | インドネシア (INA)*        | 31  | 24  | 43  | 98    |
| 5              | ウズベキスタン (UZB)       | 21  | 24  | 25  | 70    |
| 6              | イラン (IRI)               | 20  | 20  | 22  | 62    |
| 7              | チャイニーズタイペイ (TPE) | 17  | 19  | 31  | 67    |
| 8              | インド (IND)               | 15  | 24  | 30  | 69    |
| 9              | カザフスタン (KAZ)         | 15  | 17  | 44  | 76    |
| 10             | 北朝鮮 (PRK)               | 12  | 12  | 13  | 37    |
| 11-37          | 他の国・地域               | 78  | 119 | 205 | 402   |
| 総計 (37 NOCs) | 総計 (37 NOCs)             | 465 | 465 | 622 | 1,552 |

## 競技施設・会場
競技施設は主にジャカルタと南スマトラ州パレンバンの4地区クラスターに配置されている（ジャカルタに3地区、パレンバンに1地区）が、補助的にバンテン州、西ジャワ州に15会場と11のトレーニングセンターも用意されている。組織委員会は2011年東南アジア競技大会の会場を出来るだけ活用することで費用削減を図る考えである。2018年2月のテストイベントののち、組織委員会はいくつかの競技をジャカルタ国際展示場（Jakarta International Expo）から、ジャカルタ・コンベンションセンターへ移動させた。

### ジャカルタ地区
ゲロラ・ブン・カルノ・スポーツコンプレックス（Gelora Bung Karno Sports Complex）は改装後13競技を開催予定。築後55年になるゲロラ・ブン・カルノ・スタジアムの収容人数を88,000人から76,127人に削減。テロに備え顔認識システムの導入も予定されている。ジャカルタ国際自転車競技場（Jakarta International Velodrome）は東ジャカルタに新築された。ジャカルタ国際馬事公苑（Jakarta International Equestrian Park）も収容人数1,000人の施設で新築。
- ゲロラ・ブン・カルノ・スポーツコンプレックス（Gelora Bung Karno Sports Complex）
  - ゲロラ・ブン・カルノ・スタジアム：開閉会式、陸上競技
  - イストラ・ゲロラ・ブン・カルノ屋内競技場：バドミントン、バスケットボール
  - アクウェティック・センター：水泳（競泳、飛び込み、アーティスティックスイミング）、水球
  - 屋内テニス球技場：バレーボール
  - 屋外テニス球技場：3x3バスケットボール
  - バスケットボール球技場：バスケットボール
  - ホッケー球技場：フィールドホッケー
  - 野球場：野球
  - ソフトボール球場：ソフトボール
  - アーチェリー場：アーチェリー
  - ラグビー球技場：ラグビー
  - ジャカルタ・コンベンションセンター：フェンシング、柔道、空手、柔術、レスリング、クラッシュ、サンボ、テコンドー

- ジャカルタ国際自転車競技場（Jakarta International Velodrome）：自転車（トラック）
- ラワマングン野球場（Rawamangun Baseball Field）：野球
- ジャカルタ国際馬事公苑（Jakarta International Equestrian Park）：馬術
- プロマス国際BMXセンター（Pulomas International BMX Center）：自転車（BMX）
- アンチョール・ビーチ・マリーナ（Ancol Beach Marina）：セーリング、ジェットスキー
- プンチャック・シラット競技場（Pencak Silat Hall）：プンチャック・シラット
- ガルーダ劇場（Theater Garuda）：カバディ
- ジャカルタ国際展示場（Jakarta International Expo）：ボクシング、コントラクト・ブリッジ、体操、武術太極拳、卓球、重量挙げ
- ポンドックインダー・ゴルフコース（Pondok Indah Golf Course）：ゴルフ
- POPKI競技場（POPKI Sport Hall）：ハンドボール
- ブルンガン競技場（Bulungan Sport Hall）：バレーボール

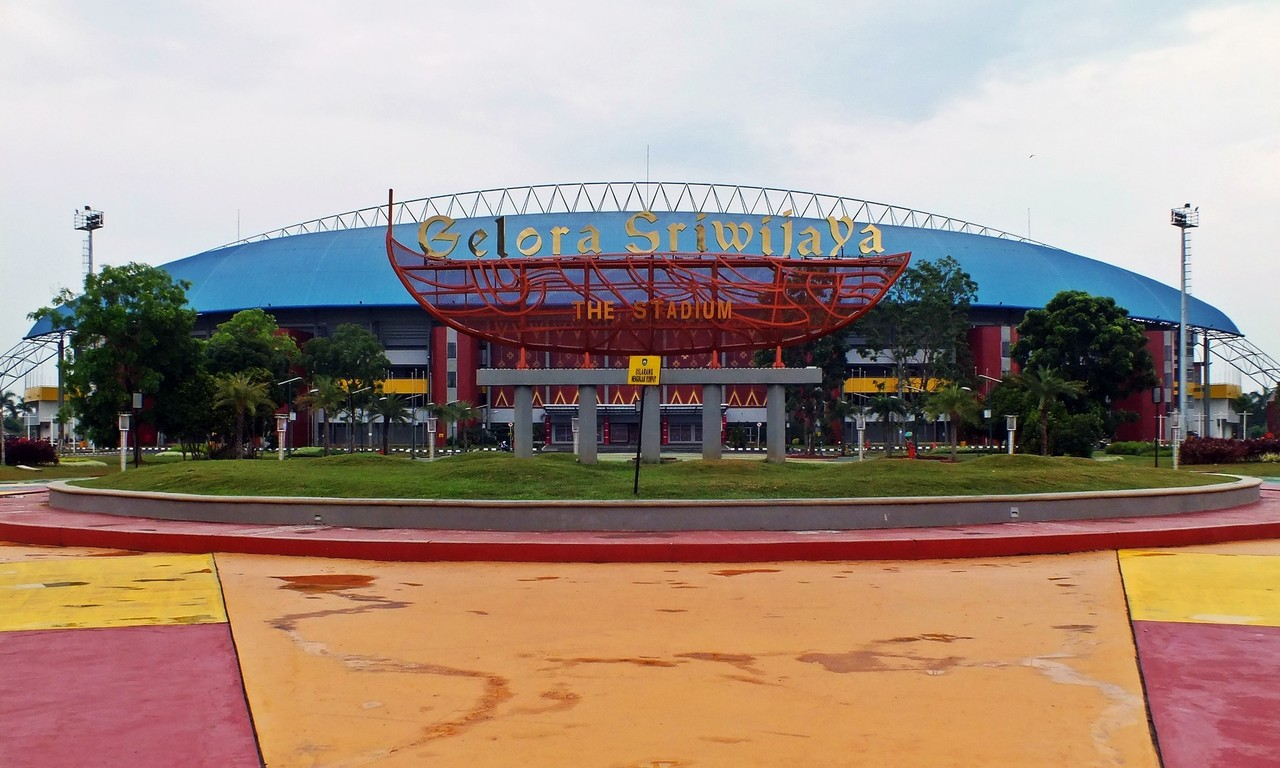
ゲロラ・シュリーヴィジャヤ・スタジアム

### パレンバン地区
ジャカバリン・スポーツシティー（Jakabaring Sport City）はゲロラ・シュリーヴィジャヤ・スタジアムの改装を含む計画を実施した。ラナウ競技場など他の施設の改装も行なった。
- ジャカバリン・スポーツシティー（Jakabaring Sport City）
  - ゲロラ・シュリーヴィジャヤ・スタジアム（Gelora Sriwijaya Stadium）：女子サッカー
  - テニス球技場：テニス（硬式）、軟式テニス
  - ジャカバリン湖：カヌー、ボート、トライアスロン
  - ラナウ競技場（Ranau Sport Hall）：セパタクロー
  - ジャカバリン・ボウリングセンター：ボウリング
  - スポーツクライミング競技場：スポーツクライミング
  - ビーチバレー競技場：ビーチバレーボール
  - 射撃場：射撃
  - ローラースポーツ競技場：ローラースポーツ
- ブミ・シュリーヴィジャヤ・スタジアム（Bumi Sriwijaya Stadium）：女子サッカー

### その他の地域
- ジャラク・ハルパト・スタジアム（Jalak Harupat Stadium）：男子サッカー
- パカンサリ・スタジアム（Pakansari Stadium）：男子サッカー
- パトリオット・スタジアム（Patriot Stadium）：男子サッカー
- ウィバワ・ムクティ・スタジアム（Wibawa Mukti Stadium）男子サッカー
- グヌン・マス（Gunung Mas）：パラグライディング
- APM馬術学校（APM Equestrian School）：近代五種
- スバン　キーブン・ヒル（Khe Bun Hill, Subang）：自転車（MTB）
- スバン市街（Streets of Subang）：自転車（ロードレース）
- ベンドン・レンタン（Bendung Rentang）：カヌー（スラローム）

## 大会マスコット
大会マスコットは、極楽鳥（オオフウチョウ）の「ビンビン」（Bhin Bhin）、バウェアン島固有種バウェアンジカの「アトゥン」（Atung）、ジャワサイの「カカ」（Kaka）。それぞれインドネシアの東部、中部、西部を象徴する動物であるとともに、それぞれ戦略、スピード、強さを象徴している。また、それぞれのマスコットは、ビンビンがアスマット族様式のベスト、アトゥンがバティックのサロン、カカはパレンバンの伝統的な花柄というように、異なる民族衣装をまとっている。
組織委員会が2015年9月に当初のエンブレムを発表した際に、極楽鳥を模したマスコット「ドラワ」を発表したが、エンブレムとともに国民に酷評されたため撤回した。最終のマスコットは、エンブレムとともに2016年7月28日に発表された。
デザインを担当したジェファーソン・エドゥリによると、くまモンなど日本のご当地キャラを参考にデザインしているという。

## スポンサー
2018年アジア競技大会の公式スポンサーは、公式プレスティージアス・パートナー、公式パートナー、公式スポンサー、サポーティング・スポンサーの4層構造になっている。

### 公式プレスティージアス・パートナー
- テルコム・インドネシア
- プルタミナ／ネガラ銀行
- マンディリ銀行／ラカット銀行
- アストラ・インターナショナル
- グラブ
- ティソ
- 361度
- サンヨン（双竜）コミュニケーション＆インフォメーション
- カタール航空

### 公式パートナー
- インドフード
- 大塚製薬（ポカリスエット）
- キヤノン
- APPシナール・マス

### 公式スポンサー
- AQUA
- サムスン電子
- タノト財団
- マスターカード
- Aice
- PLN

## テレビ放送
アジア大会はホストブロードキャスティングサービシズ（HBS）とIMGが設立したインターナショナルゲームズブロードキャスティングサービシズ（IGBS）がホストブロードキャスターを務め、アジアのみならず世界中で配信される。
- 日本では前回大会同様、TBSとNHKの共同制作で放送。地上波TBS系列での中継を中心に[35]、NHK（BS1・総合[36]）、BS-TBS[37]にて放送。